# Grand Theft Auto: London 1961
Grand Theft Auto Mission Pack #2: London, 1961 (зазвичай згадується як Grand Theft Auto: London 1961, скор. GTA: London '61) — доповнення для Grand Theft Auto: London 1969 і другий аддон до оригінальної комп'ютерної гри Grand Theft Auto. Доповнення розроблено Rockstar Canada, за участю DMA Design і випущено Rockstar Games, 1 липня 1999 року.
Grand Theft Auto: London 1961 на відміну від London 1969, доступна тільки для операційної системи Windows і поширюється як безкоштовне програмне забезпечення, шляхом скачування інсталяційного файлу вагою 6,83 мегабайт з офіційного сайту. Доповнення вимагає наявності ліцензійної копії GTA: London 1969, яка в свою чергу потребує оригінальної гри Grand Theft Auto. Доповнення може бути запущено тільки зі стандартним CD-диском GTA: London 1969 і не працює з версією, що входить до збірки Grand Theft Auto: The Classics Collection.

## Ігровий процес
Grand Theft Auto: London 1961 була двомірною комп'ютерною грою в жанрі пригодницького бойовика з видом згори в відкритому світі. Дія гри відбувається в Лондоні, Велика Британія у 1961 році, за вісім років до початку подій Grand Theft Auto: London 1969, і є приквелом до неї. Хронологічно, час дії гри є найбільш раннім порівняно з іншими іграми серії Grand Theft Auto. Доповнення серії GTA: London є єдиними іграми серії, дії яких відбуваються в реально існуючих містах, а також мають спільних головних героїв і місцем дії за межами США. GTA: London 1961 містить у собі нові місії, 22 транспортні засоби, діалоги, кат-сцену та розширює мультиплеєр ную складову оригінальної гри та першого доповнення, додаючи нові перегони, випробування та мапу для режиму Deathmatch, засновану на Манчестері.
Оскільки Grand Theft Auto: London 1961, це доповнення до Grand Theft Auto: London 1969, ігровий процес практично ідентичний першому доповненню й оригінальній грі. Однак GTA: London 1961 має і деякі нові можливості, так у ній уперше в серії з'явилася можливість стрілянини прямо з машини (ця можливість активується у вигляді бонусу). Гаражі з установкою бомб на автомобіль з оригінальної GTA і GTA: London 1969, були замінені на магазини для установки додаткової броні на транспортний засіб гравця, що підвищує їхню стійкість до втрат. Існує також функція, що значно збільшує швидкість автомобіля, аналогічно системи закису азоту з наступних ігор серії.

## Розробка
Як і Grand Theft Auto: London 1969, гра побудована на ігровому рушію першої Grand Theft Auto, розробленого всередині компанії DMA Design.
Деякими незалежними авторами, було створено стороннє програмне забезпечення для ПК-версії Grand Theft Auto, що дозволяє користувачам модифікувати гру. Одним із таких інструментів є програма GTACars. Ці інструменти надихнули співтовариство фанатів, які в свою чергу створили велику кількість власних унікальних транспортних засобів і рівнів для гри. Інші інструменти, такі як M1 і Junction25, дозволяли редагувати або створювати нові мапи. При розробці доповнень GTA London, розробниками з Rockstar Canada були використані деякі з цих інструментів, за ліцензією на комерційне використання.

## Музика
Саундтрек і радіостанції в грі ідентичні Grand Theft Auto: London 1969.

## Сприйняття
Grand Theft Auto: London 1961 є найбільш маловідомою грою серії Grand Theft Auto, це зумовлено відсутністю будь-якої рекламної кампанії, унаслідок чого, майже всі великі ігрові видання прохолодно поставилися до виходу доповнення. Водночас на офіційному сайті GTA London, доповненню відведено лише малопомітне посилання.
Порівняно з оригінальною Grand Theft Auto і GTA: London 1969, гра відома своєю високою складністю, в основному через дуже жорсткі тимчасові обмеження, які накладаються в багатьох місіях.